# توب غير (موسم 18)
توب غير 18 (بالإنجليزية: Top Gear)‏ هو السلسلة الثامنة عشرة للبرنامج التلفزيوني البريطاني الذي يهتم بالمركبات، توب جير، تم إنتاجه في المملكة المتحدة. بدأ عرضه في سنة 2011. عرض على بي بي سي تو. بلغ عدد حلقاته 8 حلقات، تم بث البرنامج لأول مرة بتاريخ 28 ديسمبر 2011 بينما تم بث آخر حلقة منه بتاريخ 11 مارس 2012. مقدمو البرنامج جيرمي كلاركسون، ريتشارد هاموند وجيمس ماي.

## وصلات خارجية
- الموقع الرسمي